# Dun-le-Poëlier
Dun-le-Poëlier ist eine französische Gemeinde mit 437 Einwohnern (Stand: 1. Januar 2022) im Département Indre in der Region Centre-Val de Loire; sie gehört zum Arrondissement Issoudun und zum Kanton Valençay. Die Einwohner werden Dunois genannt.

## Geographie
Die Gemeinde Dun-le-Poëlier liegt an der Grenze zum Département Loir-et-Cher am Fluss Fouzon, rund 20 Kilometer westlich von Vierzon und 44 Kilometer nordnordöstlich von Châteauroux. Nachbargemeinden von Dun-le-Poëlier sind Chabris im Nordwesten und Norden, La Chapelle-Montmartin im Norden und Nordosten, Anjouin im Osten, Bagneux im Süden, Saint-Christophe-en-Bazelle im Südwesten sowie Sembleçay im Westen.

## Geschichte
| Jahr                      | 1962 | 1968 | 1975 | 1982 | 1990 | 1999 | 2006 | 2013 | 2020 |
| Einwohner                 | 676  | 593  | 576  | 523  | 496  | 457  | 484  | 459  | 422  |
| Quelle: Cassini und INSEE |      |      |      |      |      |      |      |      |      |

## Sehenswürdigkeiten
- Kirche Saint-Hilaire
- Priorat Saint-Vincent, Monument historique
- Schloss Fins, Domäne aus dem 17./18. Jahrhundert

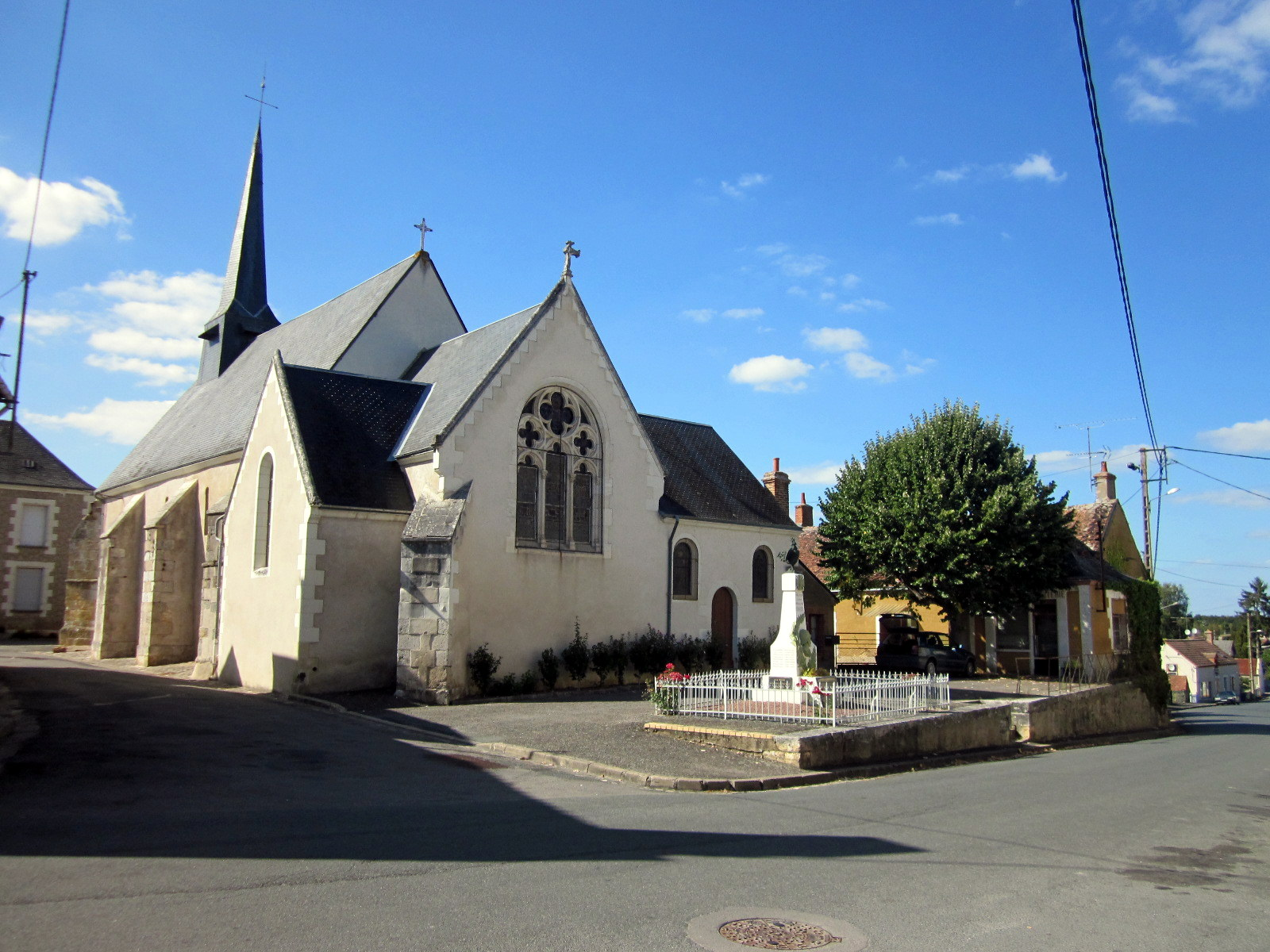
Kirche Saint-Hilaire
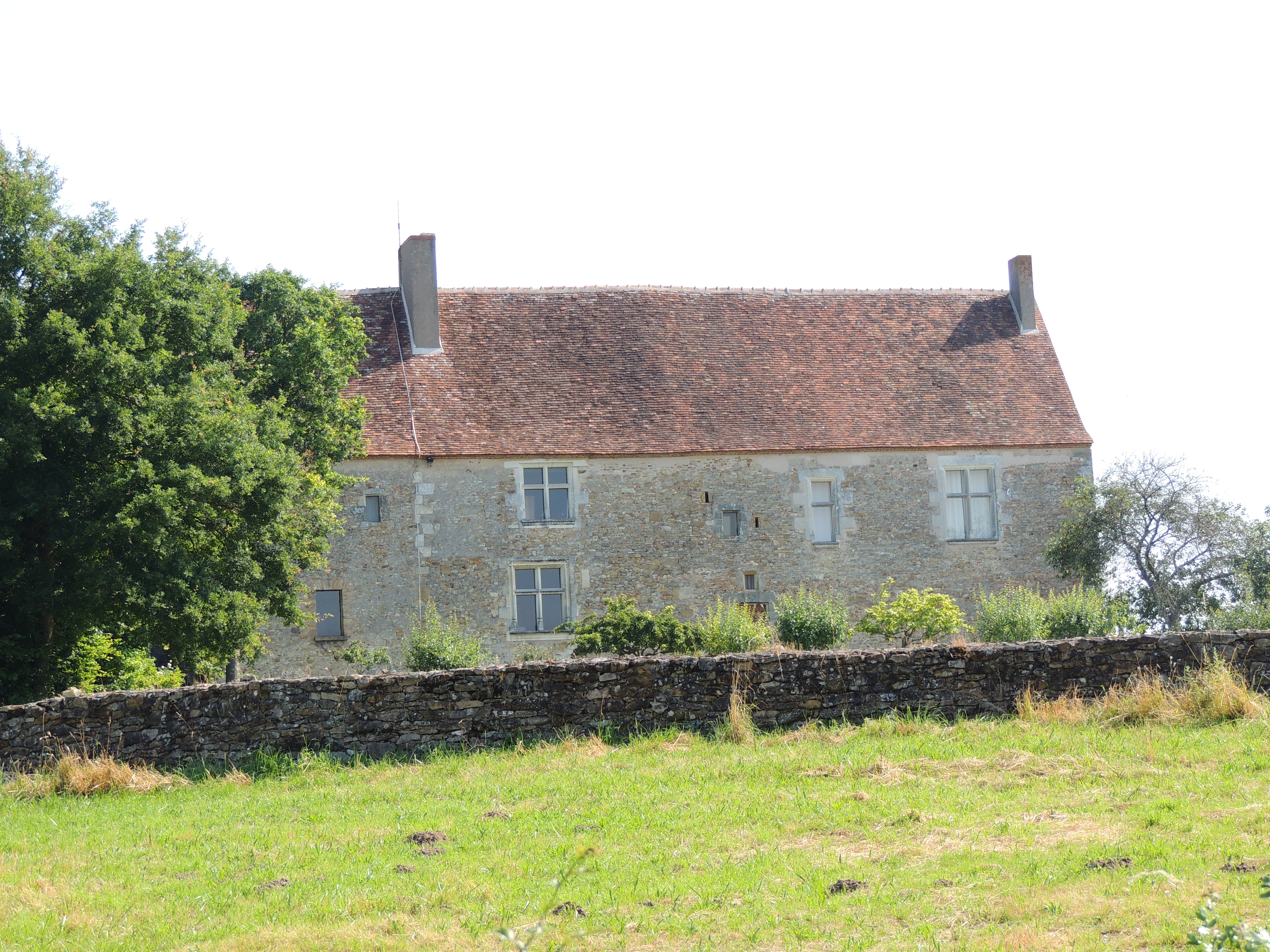
Priorat
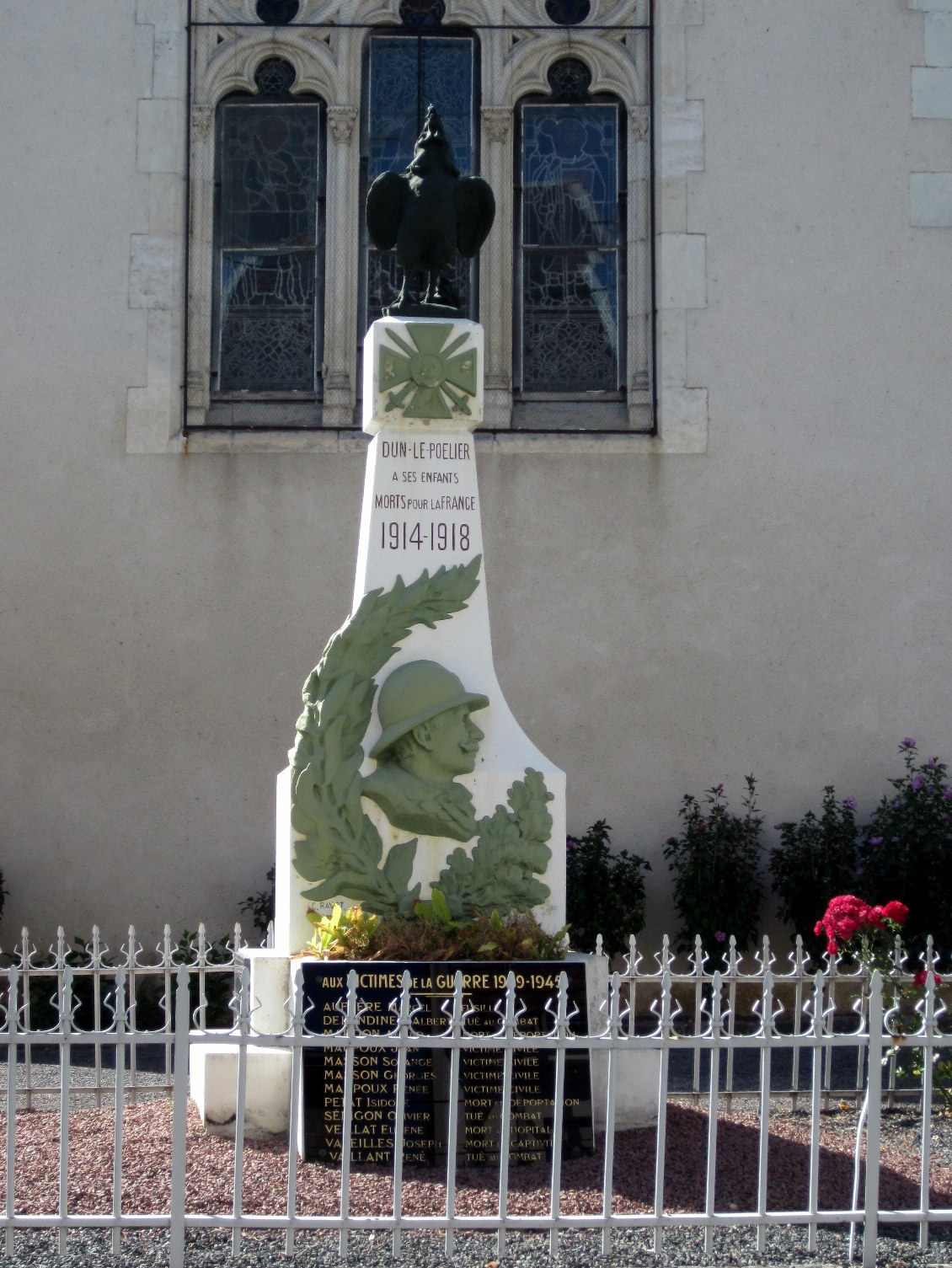
Gefallenendenkmal